# Joachim Stegmann
Joachim Stegmann, zwany „starszym” (ur. 1595, zm. w 1633 w Klużu) – niemiecki matematyk, działacz reformacyjny braci polskich, duchowny i teolog, rektor Akademii Rakowskiej.

## Życiorys
Był narodowości niemieckiej, pochodził z okolic Poczdamu. Był pastorem luterańskim w Marchii Brandenburskiej, lecz potajemnie wyznawał unitarianizm i podzielał poglądy Socyna. Od 1626 zaczął otwarcie wyznawać swoją wiarę i przeniósł się do Polski, gdzie zaczął działać w ośrodkach braci polskich. Stał się jednym z najbardziej aktywnych polemistów i obrońców polskiego antytrynitaryzmu, w swoich pismach zwalczał nie tylko katolicyzm, lecz również tradycyjny protestantyzm (m.in. w Brevis disquisitio an et quo mado vulgo dicti Evangelici Pontificios, ac nominatim Val. Magni de Acatholicorum credendi regula judicium solide atque evidenter refutare queant., Eleutheropoli (Amsterdam) 1633 i Eleutheropoli (Londyn) 1650–1651; przekład angielski, Londyn 1653).
Był nauczycielem i rektorem Akademii Rakowskiej i przyczynił się do rozkwitu tej uczelni. Napisał nowatorski podręcznik do nauki matematyki i geometrii. Pisał traktaty precyzujące teologię braci polskich, zwłaszcza o filozofii religii. Był poprzednikiem Wiszowatego – uznawał, że niektóre kwestie wiary powinny być rozpatrywane zgodnie z logiką i zdrowym rozsądkiem. Wysłany do Siedmiogrodu w 1633, aby objąć tam stanowisko duchownego, zmarł w Koloszwarze (obecnie: Kluż-Napoka).

## Cytaty
Chociaż ani sama filozofia nie uczy nas religii chrześcijańskiej, ani nasz rozum nie potrafi jej nigdy w sposób doskonały wyprowadzić z samych filozoficznych zasad i musimy się o niej zazwyczaj dowiadywać z boskiego objawienia, objawienie owo jednak, które jak niżej wykażemy- zawarte jest w Piśmie św., jest tak sformułowane, że rzeczywiście wymaga uprzedniej, choćby miernej znajomości filozofii, podobnie i sama filozofia wymaga znajomości Pisma.
Chociaż rozum ludzki nie wynalazł tajemnic wiary chrześcijańskiej, jednak skoro zostały one objawione przez Boga za pośrednictwem Chrystusa, zdrowy rozum uznaje je za prawdę i z nimi się zgadza. (O sędzim w sporach o wiarę, ks. I, rozdz. 3)

## Rodzina
Z nieznaną z imienia żoną pozostawił kilkoro dzieci:
- Joachim Stegmann (młodszy) (1618–1678), działacz i pisarz ariański;
- Krzysztof Stegmann (ok. 1624 – ok. 1661), działacz ariański;
- Magdalena, żona Walentego Baumgarta, rektora szkoły ariańskiej w Lusławicach, od 1648 unitariańskiego kolegium w Koloszwarze, i niemieckojęzycznego pastora unitariańskiego.

Jego młodszym bratem był inny znany działacz ariański Wawrzyniec Stegmann, ostatni rektor Akademii Rakowskiej.